# 유건 (연영왕)
연영왕 유건(燕靈王 劉建, ? ~ 기원전 181년)은 전한의 황족이며 제후왕이다.
전한 고조의 8남으로, 고조 15년(기원전 196년)에 연왕 노관이 모반을 일으켰다 흉노로 달아나자 이듬해에 후임 연왕으로 즉위했다. 재위 15년 만에 죽어, 시호를 영이라 했다. 당시는 여태황태후가 임조칭제할 때인데, 유씨 왕들을 제거하고 여씨를 왕으로 세우고 있었다. 유건에게는 첩이 낳은 아들이 있었으나, 이 때문에 태황태후에게 살해당해 유건의 후사는 끊겼고 연왕으로는 여후의 오빠 주여영무후 여택의 손자며 여태의 아들인 여통이 책봉되었다.